# دریاچه بورلی
دریاچه بورلی (قزاقی: Борли) یک دریاچه در استان پاولودار کشور قزاقستان است.